# Court Tomb von Rathoonagh

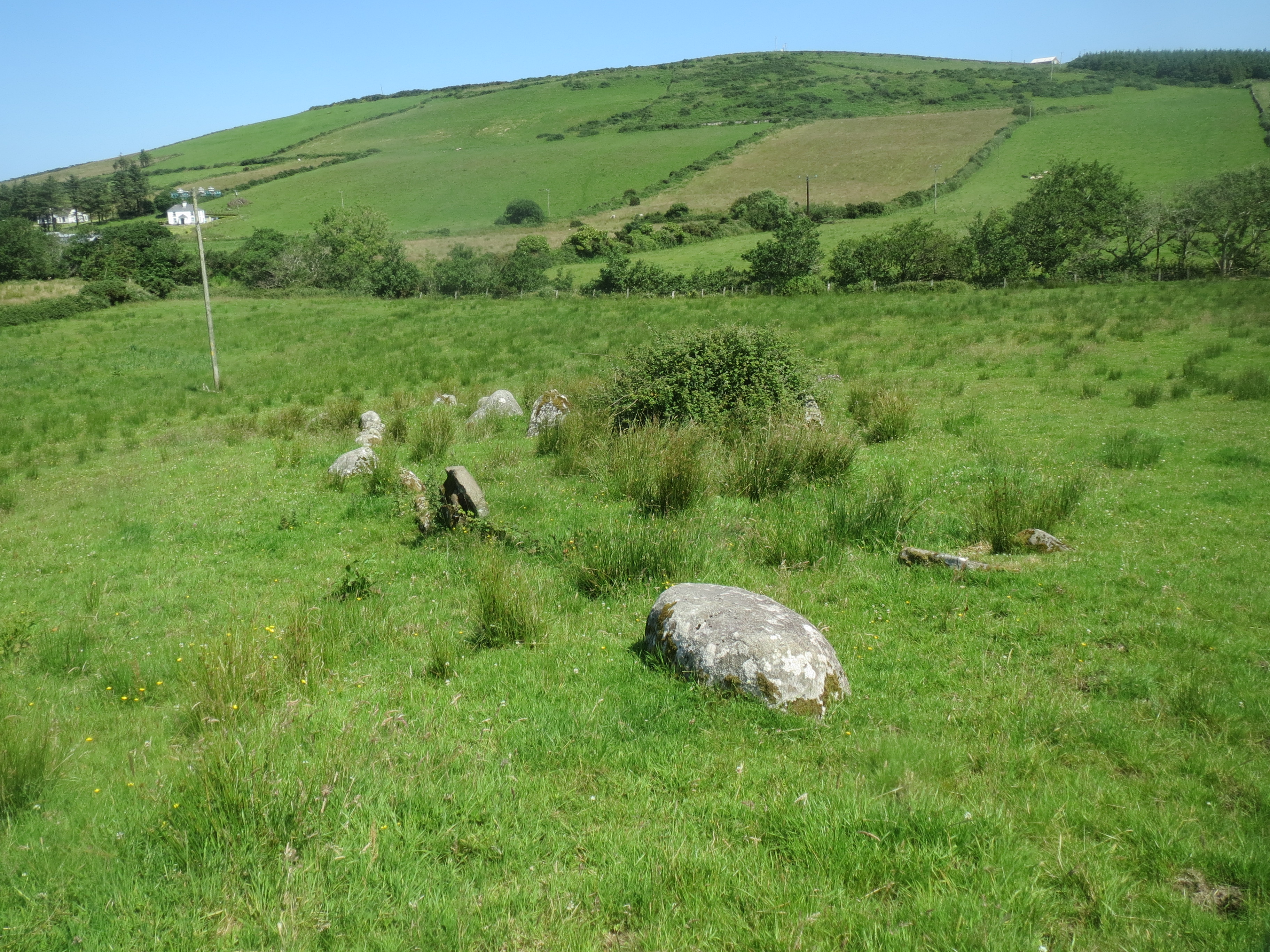
Rathoonagh Court Tomb

Das Court Tomb von Rathoonagh liegt im gleichnamigen Townland (irisch Ráth Thamhnach) im County Mayo im Nordwesten von Irland. Es liegt auf einer Wiese kurz vor Ballycastle neben der Regionalstraße R314, die von Killala nach Ballycastle  führt. Circa 1 km nordwestlich befinden sich im gleichen Townland die nahezu zerstörten und überwachsenen Reste eines weiteren Court Tombs.

## Beschreibung
Die Anlage war wahrscheinlich trapezförmig und 26 m lang. Die noch vorhandenen größeren Steine sind zwischen 0,50 und 1,20 m hoch. Nur eine Kammer der Galerie ist noch erkennbar. Aus der Lage der Steine kann geschlossen werden, dass die Kammer 3,30 m lang war. Der Hof (englisch court) hatte vermutlich eine Länge von 6 m.